# Williams-Sonoma

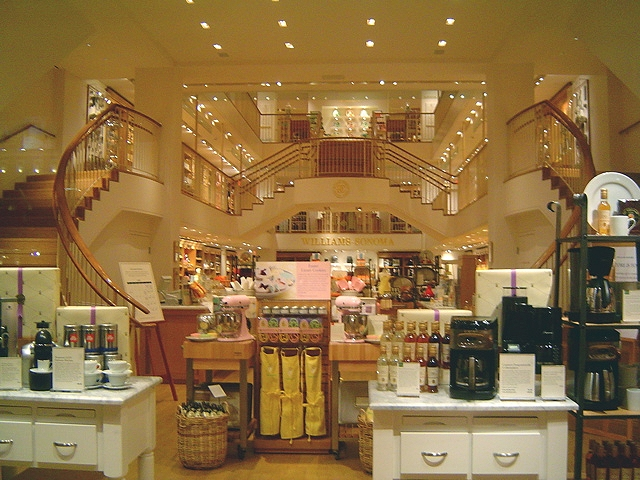
Williams-Sonoma Filiale in San Francisco, am Union Square

Williams-Sonoma, Inc. ist ein US-amerikanisches Unternehmen mit Sitz in San Francisco, das spezielle Kochutensilien und andere Haushaltswaren sowie eine Auswahl an Lebensmittel, wie beispielsweise Gourmet-Kaffee verkauft.

## Allgemein
Im Jahr 2005 besaß das Unternehmen insgesamt 560 Warenhäuser, die sich in den Vereinigten Staaten und Kanada verteilten. Jedoch trugen davon nur 255 Filialen den Namen Williams-Sonoma, 180 Shops liefen unter dem Markennamen Pottery Barn, 90 weitere unter Pottery Barn Kids sowie kleineren Marken wie Williams-Sonoma Home, Hold Everything und West Elm. Im Geschäftsjahr 2005 konnte Williams-Sonoma, Inc ein Nettoeinkommen von 3,539 Milliarden US-Dollar erwirtschaften. Darüber hinaus beschäftigte das Unternehmen im selben Jahr 7700 Vollzeit-Arbeitskräfte und hatte 522 Aktionäre.

## Geschichte
Williams-Sonoma wurde 1956 von Chuck Williams (1915–2015) in Sonoma, Kalifornien gegründet. Schon damals wurden qualitative Kochutensilien für den Heimgebrauch verkauft. Auf Anregung von Kunden und Freunden verlegte Williams 1958 seinen Laden nach San Francisco, wo noch heute der Hauptsitz der Williams-Sonoma, Inc. ist. 1971 wurde der erste Verkaufskatalog erstellt, um das Warenhaus auch über die Bay Area hinaus publik zu machen. 
Eine Folge des zunehmenden Erfolgs des Unternehmens, war die amtliche Eintragung als Aktiengesellschaft im Jahr 1973. Im selben Jahr begann auch die bis heute anhaltende Expansion von Williams-Sonoma. Zunächst eröffnete Williams in Kalifornien neue Läden, wie z. B. in Beverly Hills. Dadurch verschuldete der neue Vorstand allerdings das Unternehmen, weswegen Chuck Williams seinen gesamten Aktienanteil verkaufte. Trotzdem war er unverändert für das Erstellen von Katalogen und dem Handel zuständig.
Nach Bewältigung der wirtschaftlichen Krise von Williams-Sonoma wurde die Marke 1983 allgemein in der Öffentlichkeit bekannt. 1986 kaufte Williams das Unternehmen Pottery Barn auf, die bis heute die größte Tochtergesellschaft der Williams-Sonoma, Inc. ist. Die Marke Pottery Barn Kids wurde jedoch erst 1999 gegründet. Im Jahr 2003 erfolgte die Bildung der Marke West Elm.
Seine erste internationale Filiale eröffnete Williams-Sonoma am 20. Oktober 2001 im kanadischen Toronto. Mittlerweile konnten in Kanada 13 weitere Warenhäuser in Städten wie Calgary und Vancouver eröffnet werden.